# Atòmica (pel·lícula)
Atòmica (títol original en anglès: Atomic Blonde) és una pel·lícula estatunidenca d'acció de 2017, dirigida per David Leitch; fou el seu primer treball com a director en solitari. El guió de Kurt Johnstad es basa en la novel·la gràfica The Coldest City d'Antony Johnston i Sam Hart, publicada el 2012 per Oni Press. L'argument gira al voltant d'una espia que ha de trobar una llista d'agents dobles que estan sent introduïts clandestinament a Occident, poc abans de la caiguda del mur de Berlín el 1989. La pel·lícula és protagonitzada per Charlize Theron i James McAvoy, amb John Goodman, Til Schweiger, Eddie Marsan, Sofia Boutella, Bill Skarsgård i Toby Jones en papers secundaris.
La pel·lícula va tenir una recaptació de 100 milions de dòlars a tot el món, i va rebre una recepció positiva per part dels crítics que van destacar les actuacions de Charlize Theron i James Mcavoy, la banda sonora i les seqüències d'acció.
Ha estat subtitulada al català.

## Argument
El novembre de 1989, pocs dies abans del col·lapse del Mur de Berlín, l'agent del M16 James Gascoigne és assassinat a tirs per l'agent del KGB Yuri Bakhtin, qui roba The List, un microfilm ocult en el rellotge de polsera de Gascoigne que conté els noms de cada agent d'intel·ligència actiu a Berlín, de tots dos bàndols. Deu dies després, Lorraine Broughton, una espia de primer nivell del M16, és interrogada per l'executiu del M16, Eric Gray i l'agent de la CIA Emmett Kurzfeld sobre la missió recentment acabada a Berlín. La trama salta entre la sala d'informes i els records de l'època de Lorraine a Berlín.
El dia després de la mort de Gascoigne, Lorraine és enviada per recuperar The List i se li ordena que vigili a Satchel, un agent doble per al KGB que ha estat un problema per a l'M16 durant anys. A l'arribar a Berlín, és immediatament emboscada per agents del KGB que lliuren un missatge del seu cap, Aleksander Bremovych, però pot escapar i trobar-se amb el seu contacte, l'excèntric cap de l'M16, David Percival. Lorraine cerca en el pis de Gascoigne i descobreix una foto d'ell i Percival. En l'interrogatori, ella li diu a Gray i Kurzfeld que Percival havia negat prèviament que conegués Gascoigne. Sospita que Percival està al servei de la policia de Berlín Occidental que ja la va emboscar mentre registrava el departament de Gascoigne. Quan Lorraine visita un restaurant controlat pels agents del KGB, es troba amb Bremovych, però se salva gràcies a Delphine Lasalle, una agent francesa novella. Encara que Lorraine sospita inicialment de Lasalle, inicien en una relació romàntica.
Percival, després d'haver seguit a Lorraine, contacta amb un rellotger. Bakhtin entra en la mateixa tenda i li diu al rellotger que té un rellotge ple de secrets que vendrà al millor postor. Kurzfeld es troba amb Lorraine a Berlín i li lliura un periòdic que conté un nombre que, quan se el marques, informa que Satchel ha estat compromesa. Percival queda amb Bakhtin en un carreró, el mata i li pren el rellotge de polsera i descobreix qui és Satchel. Lorraine, que no sap que Percival té The List, descobreix que hi ha un oficial de la Stasi amb nom en codi Spyglass, qui li va donar The List a Gascoigne i que la té memoritzada. Lorraine i Percival fan plans per escortar-ho a través de la frontera cap a l'oest de Berlín. Percival es reuneix amb Bremovych, qui sospita que Percival té The List, però Percival només ofereix la segona millor opció: la identitat i les operacions de Satchel "per mantenir l'equilibri", i també li informa sobre el pla per treure Spyglass del Berlín Oriental. Lasalle fotografia d'amagat la reunió.
Durant la fuga de Spyglass, com que el KGB no pot matar-lo, Percival li dispara d'amagat i el fereix. Lorraine lluita contra diversos KGB mentre intenta salvar a Spyglass però finalment no pot evitar que s'ofegui quan el seu cotxe cau al riu. Lorraine arriba a Berlín Occidental i s'adona que Percival havia posat un microfon de l'espionatge francès en el seu abric. Li ho explica a Lasalle, que telefona a Percival i l'amenaça amb difondrela seva reunió amb Bremovych. Percival va al pis de Lasalle i la mata, fugint poc abans que Lorraine arribi. Lorraine descobreix les fotografies de Lasalle i s'adona que Percival té The List. Percival crema el seu pis i intenta fugir de Berlin, però Lorraine s'anticipa, el mata i li agafa The List.
En l'informe de l'M16, Lorraine descobreix que Percival li havia dit a Gray que tenia The List i que estava "molt a prop de Satchel". Ella presenta les fotografies de Lasalle i els enregistraments d'àudio manipulades, que mostren que Percival és Satchel. Ella nega conèixer el parador de The List, deixant a l'M16 sense una altra opció que tancar el cas.
Tres dies després, a París, Lorraine, que ara parla en rus, es troba amb Bremovych, qui es dirigeix a ella com a "Camarada Satchel". Bremovych, sabent per Percival que Satchel sap massa coses, ordena als seus homes que la matin. Lorraine reacciona i els mata a tos. Abans de rematar a Bremovych, li diu amb accent nord-americà, que sempre l'havia utilitzat amb informació per manipular el KGB. Finalment, puja a un avió on hi ha Kurzfeld, i tornen als Estats Units amb The List.

## Repartiment
- Charlize Theron com a Lorraine Broughton, una agent de camp de l'M16 d'alt nivell.
- James McAvoy com a David Percival, un excèntric cap d'espionatge a Berlín, en principi, aliat de Broughton.
- John Goodman com Emmett Kurzfeld, un agent de la CIA que col·labora amb l'M16.
- Til Schweiger com The Watchmaker, un misteriós aliat de l'M16.
- Eddie Marsan com a Spyglass, un desertor de la Stasi que roba The List.
- Sofia Boutella com a Delphine Lasalle, una agent encoberta francesa que entaula una relació sentimental amb Lorraine.
- Toby Jones com a Eric Gray, superior de Broughton en l'M16.
- Bill Skarsgård com a Merkel, company de Broughton a la CIA.
- Sam Hargrave com a James Gascoigne, un agent del l'M16 proper a Lorraine que mor.
- James Faulkner com a Cap C de l'M16.
- Roland Møller com a Aleksander Bremovych, un despietat venedor d'armes rus-alemany.
- Barbara Sukowa com la Coronel.

## Producció
El maig de 2015 es va anunciar que es faria una adaptació de la novel·la gràfica The Coldest City. Descrit pel setmanari Variety com un «projecte apassionant» per a Charlize Theron, que s'havia interessat en la història cinc anys abans, quan la seva companyia productora, Denver and Delilah Productions, va rebre una còpia de la llavors inèdita novel·la gràfica. L'interès de Theron en la primera pel·lícula John Wick la va inspirar per aconseguir que David Leitch, un dels codirectors d'aquest film, dirigís el projecte. Leitch finalment va deixar John Wick: Capítol 2 per dirigir la pel·lícula. Segons Theron, l'èxit de Mad Max: Fury Road va ajudar a guiar el desenvolupament d'Atomic Blonde.
La pel·lícula presenta també una temàtica bisexual que no apareix en el llibre. Això va ser idea de l'escriptor Kurt Johnstad, esperonat per Theron per «pensar de fer-la diferent d'altres pel·lícules d'espies». Leitch va insistir que les escenes no són «provocatives», afegint: «amb més motiu, si ets una espia, faràs el que sigui necessari per obtenir informació» i que així és com el personatge principal «troba les seves intimitats i amistats en petites dosis».
L'elecció de Charlize Theron com a protagonista va ser anunciada al maig de 2015, mentre que James McAvoy ho va ser l'octubre d'aquell mateix any. Pel novembre, es va informar que John Goodman també estava mantenint converses per unir-se a la pel·lícula. Originalment, s'esperava que David Bowie tingués un paper en la pel·lícula, encara que va rebutjar l'oferta poc abans de la seva mort. Per preparar-se el paper, Theron va treballar amb vuit entrenadors personals, els qui «bàsicament la van fer vomitar cada dia», segons les seves paraules; a més, durant el procés, Theron es va trencar les dents prement la seva mandíbula i va haver d'arreglar-los amb cirurgia. A mesura que l'entrenament de Theron per a la pel·lícula va coincidir amb l'entrenament de Keanu Reeves per a John Wick: Capítol 2, tots dos van desenvolupar una relació competitiva, que incloïa espàrring conjunts.
La fotografia principal de la pel·lícula va començar a filmar-se el 22 de novembre de 2015 a Budapest, i més tard es va traslladar a Berlín.

## Banda sonora
Des del principi, Leitch va pensar que era crucial fer servir les cançons adequades per al projecte. Part d'això va intentar respondre a la pregunta "com reinventes aquesta pel·lícula d'espies durant la Guerra Freda?" La banda sonora utilitza una combinació de cançons dels anys 80, i versions d'elles. Aquestes darreres músiques es van utilitzar per afegir "un sentiment contemporani dels anys 80". Els productors de la pel·lícula es van preocupar inicialment que no podrien aconseguir els drets de totes les cançons que Leitch volia utilitzar, però el propi Leitch va afirmar que al voltant del 75 % de les seves seleccions van aparèixer en el producte final.

### Llista de cançons
1. "Cat People (Putting Out Fire)" de David Bowie
2. "Major Tom (Völlig Losgelöst)" de Peter Schilling
3. "Blue Monday" de HEALTH (versió de l'original de New Order)
4. "C*cks*cker" de Tyler Bats
5. "99 Luftballons" de Nena
6. "Father Figure" de George Michael
7. "Der Kommissar" de After the Fire
8. "Cities in Dust" de Siouxsie and the Banshees
9. "The Politics of Dancing" de Re-Flex
10. "Stigmata" de Marilyn Manson i Tyler Bats (versió de l'original de Ministry)
11. "Demonstration" de Tyler Bats
12. "I Ran (Sota Far Away)" de Flock of Seagulls
13. "99 Luftballons" de Kaleida (reversió)
14. "Voices Carry" de 'Til Tuesday
15. "London Calling" de The Clash
16. "Finding the UHF Device" de Tyler Bats
17. "Under Pressure" de Queen i David Bowie
18. "Behind the Wheel" de Depeche Mode

## Estrena i recepció
Pel maig de 2015, Focus Features va adquirir els drets de distribució de la pel·lícula. Es va programar inicialment per a ser estrenada l'11 d'agost de 2017, abans que la data d'estrena fos traslladada al 28 de juliol de 2017. La pel·lícula es va estrenar durant el festival de cinema South by Southwest el 12 de març de 2017.

### Taquilla
Fins al 21 de setembre de 2017, Atòmica havia recaptat 51,4 milions de dòlars als Estats Units i Canadà i 43,9 milions en altres països. A tot el món va arribar als 95,4 milions, a partir d'un pressupost de producció de 30 milions de dòlars.
Es va calcular que Atòmica tindria una recaptació bruta d'al voltant de 20 milions de dòlars en els 3.304 cinemes on va ser exhibida durant el seu primer cap de setmana als Estats Units. La pel·lícula va recaptar 1,52 milions de dòlars des de les preestrenes de la nit del dijous en 2.685 sales. Després de fer 7,1 milions de dòlars en el seu primer dia (incloent preestrenes), la pel·lícula va recaptar 18,3 milions, assolint el quart lloc de la taquilla nord-americana, després de Dunquerque, Emoji: la pel·lícula i Girls Trip. En el seu segon cap de setmana, la pel·lícula va caure un 55 %, aconseguint 8,2 milions i acabant setena en la taquilla. Va obtenir 4,5 milions en la seva tercera setmana en cartellera i 2,2 milions en la seva quarta setmana, acabant en desé i tretzé lloc de la taquilla, respectivament.

### Crítica
En la ressenya de Rotten Tomatoes, la pel·lícula té una qualificació d'aprovació del 75 % sobre la base de 236 ressenyes, amb una puntuació mitjana de 6,4 sobre 10. El consens crític del lloc diu: «Atòmica obté suficient kilometraje de les seves elegants seqüències d'acció –i les seves sempre magnètics estrelles– per compensar una narració que és una mica menys dura que el seu protagonista». A Metacritic, que assigna una qualificació normalitzada a les revisions, la pel·lícula té una valoració de 63 sobre 100, basada en 50 crítiques, indicant «revisions generalment favorables». Les audiències enquestades per CinemaScore van donar a la pel·lícula una qualificació mitjana de "B" en una escala que va de A+ a F.
Richard Roeper, del Chicago Sun-Times, va donar a la pel·lícula 3,5 de 4 estrelles, dient: «Pren préstecs de Jason Bourne i James Bond. Glopeja i repeteix. Aquesta és la recepta de la bastant ridícula, ultraviolenta i delirantment entretinguda Atomic Blonde, un astut vehicle per als encants magnètics i intimidants de Charlize Theron, que ara és oficialment un estrella d'acció de primer nivell per la força d'aquesta pel·lícula i de Mad Max: Fury Road.» Escrivint a Rolling Stone, Peter Travers va elogiar el repartiment i les escenes de lluita, donant-li 3 estrelles de 4 i dient: «Són les escenes de lluita les que compten –i són sorprenentment bones, des d'una baralla mà a mà que inclou el taló d'agulla de Theron i cops a la yugular d'un assassí, fins a un clímax amb una lluita de tots contra tots en una luxosa suite d'hotel, on 99 Luftballons marca cada tret i cop de vísceres.»
Jake Coyle, de Associated Press, li va donar a la pel·lícula 2 de 4 estrelles, qualificant-la de «en gran part una jugada buida, hiperestilística, que es mou en l'espessa atmosfera de pel·lícules de la Guerra Freda molt millors».